# Paid (1930)
Paid (bra: A Mulher que Perdeu a Alma) é um filme pre-Code estadunidense de 1930, do gênero drama, dirigido por Sam Wood, e estrelado por Joan Crawford. O roteiro de Lucien Hubbard e Charles MacArthur foi baseado na peça teatral "Within the Law" (1912), de Bayard Veiller.

## Sinopse
Mary Turner (Joan Crawford) é uma mulher que foi condenada a três anos por um crime que não cometeu. Enquanto está na prisão, faz amizade com a mais mundana Agnes "Aggie" Lynch (Marie Prevost). No final de sua sentença, Mary não consegue encontrar trabalho e pede ajuda para sua nova amiga. Embora Aggie não tenha muito dinheiro sobrando, ela apresenta Mary a Joe Garson (Robert Armstrong), um amável criminoso com carreira consolidada. Para arranjar dinheiro, juntos, eles planejam um golpe no qual homens idosos são processados por quebra de promessa – o esquema do "bálsamo para o coração".

## Elenco
- Joan Crawford como Mary Turner
- Robert Armstrong como Joe Garson
- Marie Prevost como Agnes "Aggie" Lynch
- Kent Douglass como Bob Gilder
- John Miljan como Inspetor Burke
- Purnell Pratt como Edward Gilder
- Hale Hamilton como Promotor Demarest
- Robert Emmett O'Connor como Sargento Detetive Cassidy
- Tyrell Davis como Eddie Griggs
- William Bakewell como B. M. Carney
- George Cooper como Red
- Gwen Lee como Bertha

Não-creditados
- Edward Brophy como Assaltante
- Payne B. Johnson como Baby
- Fred Kelsey como Policial no Turno da Noite
- Wilbur Mack como Sr. Irwin
- Tom Mahoney como Policial no Ministério Público
- Polly Moran como Polly
- Lee Phelps como Oficial de Justiça
- Herbert Prior como General Harrison
- Jed Prouty como Policial Williams
- Walter Walker como Juiz Lawler
- Clarence Wilson como Max Hardy

## Recepção
A revista Photoplay comentou: "A história é envolvente e Joan está simplesmente grandiosa!" O jornal The New York Times observou: "Srta. Crawford e Srta. Prevost estão muito boas em seus papéis".

### Bilheteria
De acordo com os registros da Metro-Goldwyn-Mayer, o filme arrecadou US$ 920.000 nacionalmente e US$ 311.000 no exterior, totalizando US$ 1.231.000 mundialmente. O retorno lucrativo da produção foi de US$ 415.000.

## Adaptação
Paid foi refilmado em Bollywood como o filme "Intaqam" (1969), estrelado por Sadhana Shivdasani.